# Базис дренажу
Ба́зис дренажу́ — місце розвантаження підземного потоку води. Може бути природним (море, річка) або штучним (гірнича виробка, водознижувальна установка тощо). Розрізняють головний базис дренажу, де відбувається розвантаження основного потоку води.

## Джерело
- Мала гірнича енциклопедія : у 3 т. / за ред. В. С. Білецького. — Д. : Донбас, 2004. — Т. 1 : А — К. — 640 с. — ISBN 966-7804-14-3.